# Spišsko-gemerský kras
Spišsko-gemerský kras je část (geomorfologická oblast) Slovenského rudohoří. Skládá se ze dvou celků, které jsou zároveň národními parky:
- Slovenský ráj
- Muráňská planina

Ty jsou tvořeny komplexem krasových planin a horských plošin s nadmořskou výškou 800 - 1100 m.